# Fidelity (film, 1912)
Pour les articles homonymes, voir Fidelity.
Fidelity est un film muet américain réalisé par Allan Dwan et sorti en 1912.

## Synopsis
Un mari dévoué tue accidentellement un homme. Il est condamné à plusieurs années de prison. Son épouse, mère d'un enfant, décide de lutter pour faire reconnaître les droits de son mari. Mais un soupirant se présente et il semble un instant qu'il est partie gagnée…

## Fiche technique
- Réalisation : Allan Dwan
- Date de sortie : États-Unis : 25 mars 1912

## Distribution
- J. Warren Kerrigan : le mari en prison
- Pauline Bush : l'épouse fidèle